# Mirabilis Liber

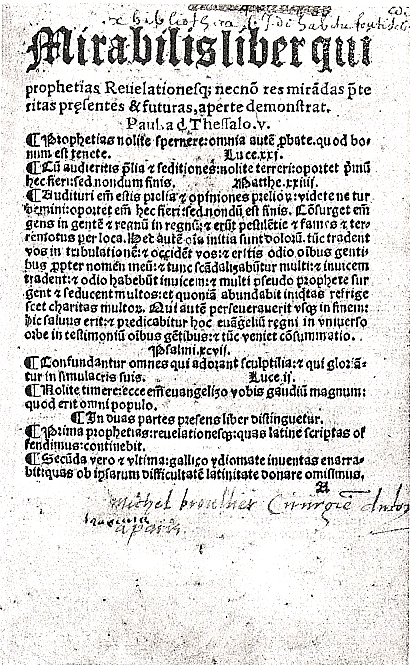
Página del Mirabilis Liber

Mirabilis Liber es un libro escrito en latín y es la recopilación de distintas predicciones, que fue muy popular durante siglos en Europa. Varios escritores contribuyeron en esta recopilación, entre los que destacan algunos santos católicos y adivinos. Fue editado por un tal Juan Vatiguerro. En general, los articulistas eran tachados de fanáticos y se consideraban iluminados por algún motivo.
Este libro era aceptado hasta por el clero y trataba de catástrofes, anticristos y personajes benéficos. De un modo general, la línea del libro es de carácter pesimista. Ciertos estudios serios le colocan bajo una gran influencia de los escritos del presunto profeta Nostradamus.